# オスウェゴ川 (ニューヨーク州)

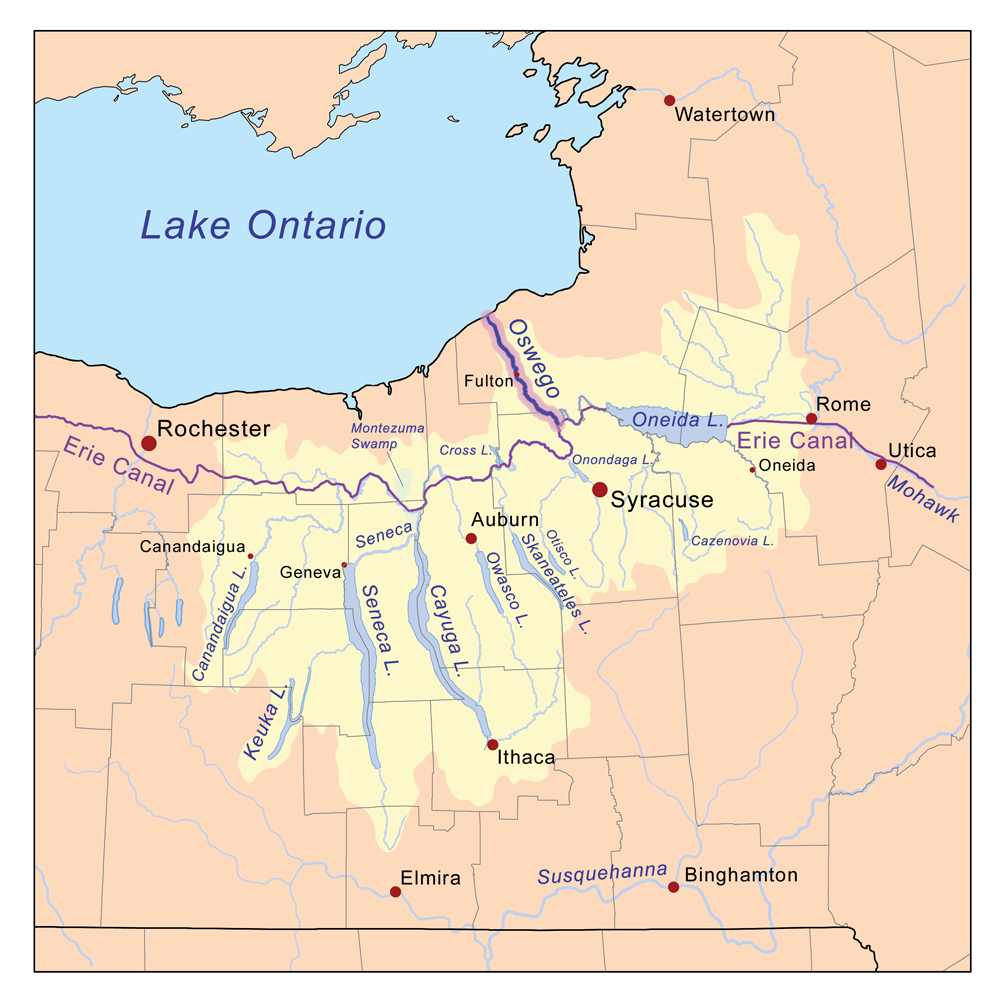
オスウェゴ川流域

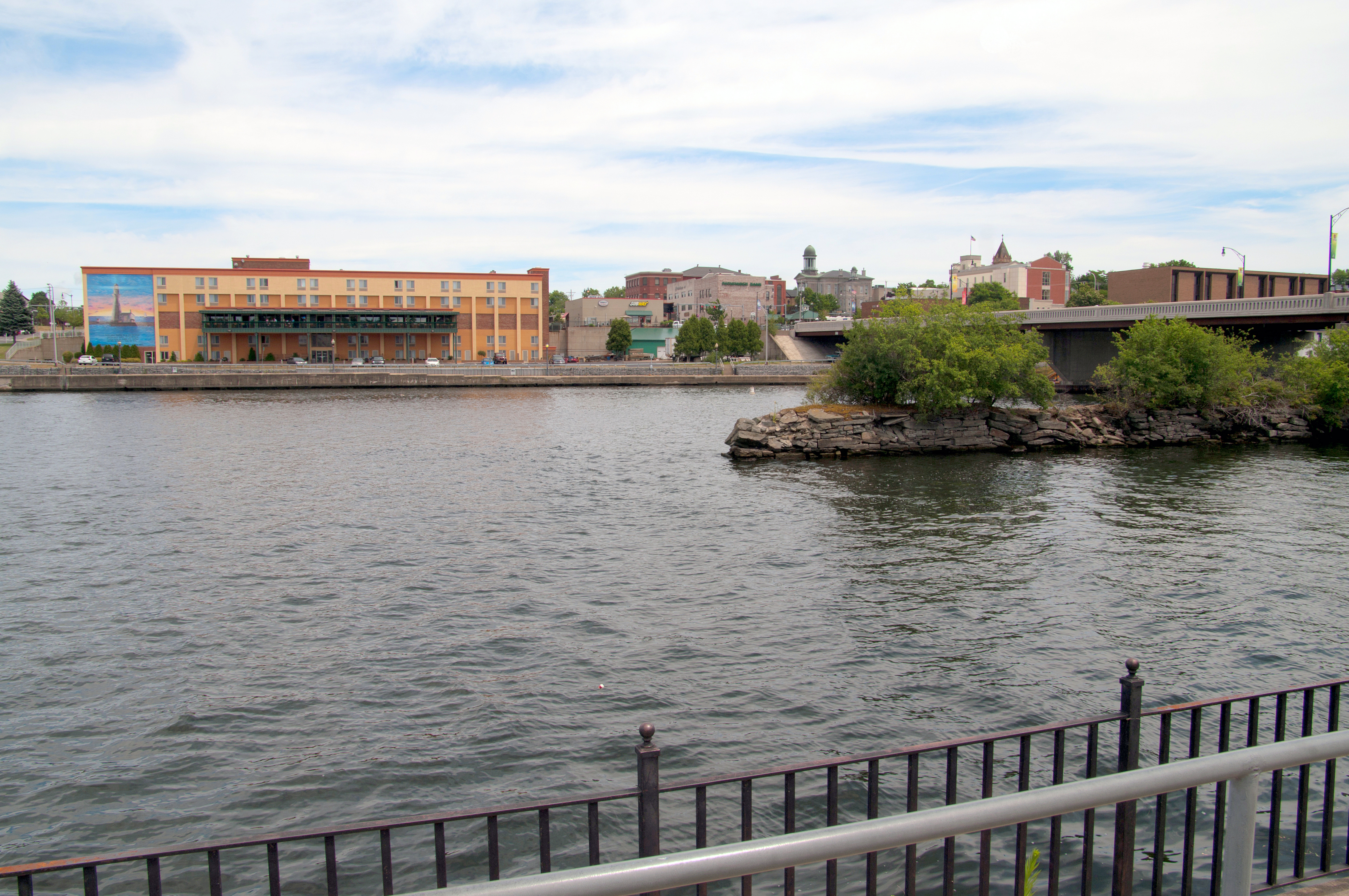
オスウェゴを流れるオスウェゴ川

オスウェゴ川 (オスウェゴがわ、Oswego River) はアメリカ合衆国のニューヨーク州を流れる川。オスウェゴ郡とオノンダガ郡の境界、スリーリバーズでセネカ川とオナイダ川が合流してオスウェゴ川となり、約23マイル（37km）流れてオスウェゴでオンタリオ湖へ注ぐ。
オスウェゴはモホーク族の名前で「流れ出す」、または「小さな水域がより大きなところへ注ぐ」という意味である。
オスウェゴ川がオスウェゴ運河として運河化されニューヨーク州運河システムの一部として運用されており、エリー運河とオンタリオ湖を結ぶルートとなっている。この部分の運河は1827年に完成している。1917年に改修され、現在は深さ14フィート（4.3m）となっている。